# Avortement en Moldavie
L'avortement en Moldavie est légal sur demande dans les 12 premières semaines de grossesse et généralement autorisé jusqu'à 28 semaines dans des conditions déterminées par le ministère de la Santé moldave.

## Conditions d'accès
Les ordonnances du ministère de la Santé autorisent les avortements jusqu'à 22 semaines en cas de menace pour la santé, de grossesse résultant d'un crime, de fœtus présentant des anomalies génétiques ou pour des raisons sociales. Les avortements sont également autorisés jusqu'à 28 semaines si le fœtus présente de graves malformations ou la syphilis. Les avortements doivent être pratiqués dans des établissements médicaux agréés par des obstétriciens et des gynécologues.

## Historique
Jusqu'à l'indépendance de la Moldavie, les lois sur l'avortement sont celles de l'Union Soviétique, soit depuis 1955.
En 2011, un membre du parlement propose une loi pour restreindre l'accès à l'avortement. La mobilisation des sociétés civiles et les réactions négatives à l'international poussent le gouvernement à rejeter la proposition.
En 2012, la loi sur la reproduction établit que "toutes femmes a droit à un avortement en sécurité".

## Statistiques
Le taux d'avortement en Moldavie diminue fortement depuis l'indépendance. En 1989, la République socialiste soviétique de Moldavie signale un taux de 93 avortements pour 1 000 femmes âgées de 15 à 44 ans, ce qui est l'un des taux les plus élevés signalés en Union soviétique; le taux réel est beaucoup plus élevé. Le taux d'avortement est tombé à 50 en 1994, 38,8 en 1996, 30,8 en 1998 et 17,6 en 2004. En 2010, le taux d'avortement est de 18,0 avortements pour 1 000 femmes âgées de 15 à 44 ans.

## Conséquences
Entre 1960 et 1990, l'avortement est le principal outil pour réguler les naissances à cause des manques d'outils de planification familiale.
En 2006, une jeune femme a été arrêtée pour un avortement illégal, reconnue coupable de meurtre intentionnel et condamnée à 20 ans de prison. Elle a été libérée en 2012 après des pressions internationales.
La mortalité maternelle due aux avortements à risque reste un problème en Moldavie.
En 2022, la Cour européenne des droits de l'homme soumet la Moldavie à indemniser trois femmes, victimes de viol, que l'actuelle loi a forcé à avorter sans leur consentement. La Cour a également sanctionné la Moldavie pour l'incapacité actuelle de leur loi sur l'avortement à garantir le consentement des femmes victimes de viols.